# Rhagodeya nigra
Espèce
Rhagodeya nigra est une espèce de solifuges de la famille des Rhagodidae.

## Distribution
Cette espèce est endémique de Libye. Elle se rencontre vers Ghat.

## Description
La femelle décrite par Roewer en 1941 mesure 29 mm.

## Publication originale
- Caporiacco, 1937 : Risultati scientifici della Missione del Prof. G. Scortecci nel Fezzani e sui Tassili (1936). Scorpioni e Solifughi. Atti della Società italiana di scienze naturali e del Museo civico di storia naturale di Milano, vol. 76, p. 340-354.